# Акция протеста евангельских христиан-баптистов у здания ЦК КПСС
Акция протеста евангельских христиан-баптистов у здания ЦК КПСС 16 — 17 мая 1966 года была одной из крупнейших протестных демонстраций в СССР послевоенной эпохи. В акции приняли участие порядка 500 верующих. За проведение акции были осуждены к лишению свободы на срок от года до трёх лет более тридцати человек.

## Предыстория
Участники акции не были случайными людьми, они были специально избраны своими церквями для этой цели. Они протестовали против вмешательства государства в дела церкви и преследований, требовали признания государством СЦ ЕХБ, а также разрешения на проведение съезда евангельских христиан-баптистов и права на религиозное образование. По словам одного из организаторов, Георгия Винса, действительной причиной были непрекращающиеся репрессии против верующих: аресты, всевозможные притеснения, разгон молитвенных собраний, отнятие молитвенных и частных домов, где проводились богослужения.
Формальным поводом проведения акции стало постановление президиума Верховного совета РСФСР о применении уголовного наказания за нарушение «религиозного» законодательства.

## События акции
Около 500 делегатов от поместных церквей из 130 населённых пунктов от Бреста до Владивостока съехались в Москву для подачи заранее приготовленного ходатайства на имя генерального секретаря ЦК КПСС Леонида Брежнева.  В назначенное время 16 мая верующие небольшими группками из разных районов столицы направились к зданию ЦК КПСС на Новой площади, благодаря чему демонстрация возникла перед милицией внезапно. Делегаты просили личного приема. Согласно описанию событий в «Братском листке», заведующий приемной ЦК Строганов «грубо и категорически» отказался докладывать о ходатайстве и ожидании приёма и «угрожал расправой».
Несмотря на дождь, участники акции остались ночевать перед зданием ЦК. В это время, по описанию в «Братском листке», «со стороны некоторых лиц к нам было проявлено непристойное отношение, вызваны дворники и спецмашины, которые обливали нас грязью… поносили нас злыми и ругательными словами».
Делегатам предлагали пройти в клуб какой-то организации, обещая встречу с работниками генпрокуратуры и другими лицами, однако они, опасаясь расправы, остались на улице.
На следующий день в 13.45 к месту акции подъехали 28 автобусов, после чего милиционеры, военнослужащие и сотрудники КГБ начали грузить в них участников акции. Один из верующих обратился к делегации: «Братья и сёстры! Будем умирать поодиночке на местах или все вместе здесь?» Ему ответили хором: «Готовы здесь умирать!». Погрузка делегатов в автобусы сопровождалась избиением, использовались дубинки, бутылки и другие подвернувшиеся под руку предметы. Участники акции пели гимн «За евангельскую веру».
Милиционер А. И. Зудин, привлекавшийся в качестве свидетеля в судебный процесс над Г. П. Винсом и К. Г. Крючковым, рассказал: «Они молились на коленях и стоя. Просто неприятно было смотреть, как такая огромная масса людей становится на колени. Всю ночь они были у здания ЦК КПСС. На другой день их стало примерно до 500 человек… Семичастный им сказал, что если они не уйдут, то он вынужден будет навести порядок. Подали автобусы… Мы их силой сажали в автобусы, а они пели».
Посадка протестующих в автобусы происходила на глазах множества собравшихся.
Задержанных отправили в Лефортовскую тюрьму. Часть из них вскоре отпустили, наиболее активных осудили на 15 суток ареста.

## Последствия
19 мая представители СЦ ЕХБ (и соорганизаторы акции) Георгий Винс и Михаил Хорев пришли в ЦК с ходатайством относительно задержанных делегатов. Винс и Хорев были арестованы и направлены к остальным в Лефортово.
Впоследствии более 30 человек, включая Винса, Крючкова и Хорева, были осуждены на срок от года до трёх лет.
Суд над Винсом и Крючковым состоялся в ноябре 1966 года. Они отказались от адвокатов и использовали судебное заседание для изложения своей позиции (стенограмма их выступления в дальнейшем распространялась среди верующих). Обоих приговорили к трём годам лагерей.